# Michal Holčapek
Michal Holčapek (* 25. září 1971 Třebíč) je profesor analytické chemie na Univerzitě Pardubice. Zabývá se analytickou chemii, hmotnostní spektrometrii v organické analýze. Je vedoucí výzkumné skupiny na katedře analytické chemie.

## Vzdělání
Na Univerzitě Pardubice vystudoval analytickou chemii, kde získal titul Ing. (1995), Ph.D. (1999), docent (2003) a profesor (2009), vše v oboru analytická chemie.

## Výzkum
Dlouhodobě se věnuje lipidomické analýze zaměřené na včasnou diagnostiku nádorových onemocnění, zejména karcinomu slinivky břišní. Výzkumná skupina na Univerzitě Pardubice pod jeho vedením vyvinula analytickou metodu využívající hmotnostní spektrometrii v kombinaci s chromatografickými technikami. Metoda umožňuje stanovení koncentrací více než 150 lipidů v krevním vzorku a následné statistické vyhodnocení. Na základě získaného modelu lze s vysokou přesností rozlišit mezi zdravými jedinci a pacienty s karcinomem slinivky. Test vykazuje potenciál pro detekci onemocnění v časných stadiích a je dále zkoumán i v souvislosti s jinými typy nádorů.

## Ocenění
- Cena ministra školství, mládeže a tělovýchovy za mimořádné výsledky výzkumu, experimentálního vývoje a inovací v oblasti přírodních věd (2021)[5]
- Cena Neuron za mimořádné propojení vědy a byznysu – Lipidica a.s.[6]
- Medaile města Pardubic za dlouhodobý přínos městu (2024)[7]
- Mimořádná cenu poroty Česká hlava (2024)[8]